# Воля-Жеплінська
Воля-Жеплінська (пол. Wola Rzeplińska) — село в Польщі, у гміні Каньчуга Переворського повіту Підкарпатського воєводства.
Населення — 88 осіб (2011).
У 1975-1998 роках село належало до Перемишльського воєводства.

## Демографія
Демографічна структура станом на 31 березня 2011 року:
|          | Загалом | Допрацездатний вік | Працездатний вік | Постпрацездатний вік |
| -------- | ------- | ------------------ | ---------------- | -------------------- |
| Чоловіки | 44      | 6                  | 30               | 8                    |
| Жінки    | 44      | 9                  | 21               | 14                   |
| Разом    | 88      | 15                 | 51               | 22                   |